# اف.۲ لینکوک
اف. ۲ لینکوک (به انگلیسی: Blackburn_Lincock) یک هواگرد ملخ‌پیشین تک‌موتوره از نوع جنگنده سبک‌وزن ساخت شرکت هواگردسازی بلک‌برن است. هواگرد اف. ۲ لینکوک نخستین پروازش را در ۱۹۲۸ میلادی انجام داد. در مجموع، تعداد ۷ فروند از این هواگرد ساخته شده‌است.